# Eukoenenia pyrenaella
Eukoenenia pyrenaella är en spindeldjursart som beskrevs av Bruno Condé 1990. Eukoenenia pyrenaella ingår i släktet Eukoenenia och familjen Eukoeneniidae. Inga underarter finns listade i Catalogue of Life.